# Homeopatía en México
México fue el primer país en reconocer oficialmente la práctica de la homeopatía, primero mediante el permiso para poner en marcha un hospital homeopático en la Ciudad de México, hecho ocurrido en 1893, y luego gracias a un decreto otorgado por el entonces presidente General Porfirio Díaz que reglamentó su enseñanza, en 1895.

## Historia

### Siglo XIX
La homeopatía se introdujo en México entre los años 1849 y 1856 por médicos españoles provenientes de Cuba, la mayoría de ellos catalanes. Entre los más destacados se encontraban Cornelio Andrade y Baz, Ramón Comellas y Narciso Sanchez. Los primeros ensayos sobre homeopatía fueron desarrollados por la Sociedad Homeopática Mexicana (primera agrupación homeopática en territorio mexicano) en 1861, fundada por el Dr. Fuentes Herrera y Pascual Bielsa. Tiempo después se publicó la primera revista mexicana sobre homeopatía llamada La Gaceta.
Bajo el gobierno de Benito Juárez se fundó el Instituto Homeopático, el cual tuvo una vida aproximada de 60 años. En 1867 Julián González fundó la primera farmacia homeopática en la Ciudad de México, que pasó a manos del doctor Joaquín Salas en 1869. El 10 de abril del siguiente año se formó una nueva agrupación, que comenzó sus actividades después del 18 de agosto. Esta agrupación presentó el proyecto que dio como resultado la Institución Homeopática.
Después de varios proyectos importantes e instituciones homeopáticas, gracias a Rafael Degollado se logró fundar el primer hospital de homeopatía en San Miguel de Allende en 1871. Posteriormente se fundó el segundo hospital en el estado de Puebla, por el Dr. Macheta. Tres años después se fundó, en la Ciudad de México, la Sociedad Médico Homeopática Mexicana integrada por importantes doctores, entre ellos el doctor Enrique Carrera, Antonio Salas y Ramírez Arellano. Ellos establecieron un consultorio en el que se realizaron 8947 consultas durante su primer año de operación.
A partir de entonces la homeopatía en México comenzó a tener mayor importancia. En los estados de Puebla y Veracruz la medicina homeopática fue oficialmente reconocida y los funcionarios públicos Juan Crisóstomo (gobernador de Puebla) y el general Luis Mier y Teherán (gobernador de Veracruz) hicieron decretos para la práctica de la homeopatía en los respectivos estados, todo esto gracias a los pioneros mexicanos, el doctor Francisco Macheta e Ismael Talavera.
En 1885 se publicó el primer remedio homeopático mexicano, la magnolia grandiflora. Este logro le correspondió al médico veracruzano Ismael Talavera, el cual lo expuso en su tesis para ingresar al Hahnemann Medical College de Filadelfia, y posteriormente se publicó en ese mismo lugar.
En menos de diez años se inauguró el Hospital Nacional de Homeopatía, el 15 de julio de 1893, en presencia del entonces presidente de México, el general Porfirio Díaz Mori. Con ello, la medicina homeopática se oficializó en México, siendo así el primer país en que esto sucedió.

#### Oficialización de la enseñanza
Luego de la inauguración del Hospital Nacional Homeopático, el cual permanece activo hasta la fecha, se hizo un seguimiento estadístico de los casos atendidos durante dos años.[cita requerida] Ante los buenos resultados obtenidos,[cita requerida] el 31 de julio de 1895 se decidió la oficialización de la enseñanza de este sistema médico clínico terapéutico a través de un decreto ordenado por Porfirio Díaz, el 31 de julio de 1895.
Dicho documento fue emitido con fecha del 10 de agosto de 1895 y se publicó en el número 42 del Diario Oficial, correspondiente al 17 de agosto de 1895. Gracias a esta publicación se fundó la Escuela Nacional de Medicina Homeopática (hoy Escuela Nacional de Medicina y Homeopatía, adscrita al Instituto Politécnico Nacional) bajo la dirección del Dr. Joaquín Segura y Pesado, en la que se impartía la carrera de Medicina Homeópata, Cirujano y Partero.
En diciembre de 1898, Manuel de Legarreta publicó Los medicamentos mexicanos de la fiebre tifoidea y la Academia de Medicina Homeopática de Barcelona, un artículo que contiene algunos de los síntomas de la presentación de cinco remedios mexicanos. Esta publicación constituyó una respuesta a la gran controversia que causó el médico catalán Olive Gros al publicar un artículo en la Revista Homeopática, donde cuestionaba la efectividad de dichos remedios. A pesar de la importancia de esta publicación, la homeopatía mexicana se estancó después de que Pablo Fuentes y Herrera publicaran la patogenesia de Phaca Mollis.

### Siglo XX
El 12 de octubre de 1912 se fundó la Escuela Libre de Homeopatía de México por el Dr. Higinio G. Pérez e Hilario Luna Castro, teniendo como lema «Ciencia, labor y abnegación». Después de 14 años, en el año 1913, se publicó Patogenesias en México. En estas se publicaron tres nuevos remedios, el primero llamado chollostum por Alberto B. Palma, antipyrine por Juan N. Arriaga y, por último, yumel, considerado el más popular de los tres.

#### Persecución e inestabilidad
A principios de 1918 la homeopatía en México sufrió inestabilidad y una constante lucha entre las diversas escuelas de mayor prestigio, así como la persecución de muchos médicos homeópatas. Ese mismo año se emitió en el estado de Puebla un decreto que pretendía sancionar a todas aquellas instituciones que practicaran esta medicina. Ocho años después la Universidad Nacional Autónoma de México (UNAM) logró impedir que los alumnos egresados de la Escuela Libre de Homeopatía recibieran su título.
En 1933 la Cámara de Diputados revisó el artículo 5 de la Constitución que hablaba sobre el ejercicio profesional en México e intentó excluir a la homeopatía. Esto solo logró la clausura de la Escuela de Medicina Homeopática de Yucatán y el Hospital Hahnemann también al sur del país. A pesar de ello, en 1936 se fundaron dos laboratorios de medicamentos homeopáticos: Propulsora de Homeopatía S.A. en la ciudad de México y Laboratorios Gliser el siguiente año en San Luis Potosí.

#### Larga recuperación
Tuvieron que pasar más de 10 años para que la homeopatía en México lograra estabilizarse. En 1951 se fundó en Irapuato la Asociación de Médicos Homeópatas Cirujanos y Parteros del Centro A.C., organización de gran importancia, pues fue la primera en convocar y unir a varios egresados de la Escuela Libre Homeopática y la Escuela Nacional de Medicina y Homeopatía.
En 1960 se creó la Organización Homeopática de México A.C. por los doctores Proceso Sánchez Ortega, David Flores Toledo y Ranulfo Romero Moreno. Sus lemas son: «Estudio, investigación difusión y práctica de la homeopatía» y «Por la homeopatía medicina del hombre». Esta asociación se dedica principalmente a estudiar, practicar y difundir la homeopatía. Gracias a esta organización, México logró posicionarse a nivel internacional de nuevo en el campo de la homeopatía. Se logró la organización de congresos a nivel internacional, como la Liga Médico Homeopática Internacional, que tuvieron lugar en Acapulco Guerrero en 1980, Oaxaca en 1995 y Puebla en el 2008.
En 1961 se publicó el libro Materia Médica Homeopática de plantas mexicanas, escrito por Luis G. Legarreta, que contiene patogenesias de 12 nuevos remedios mexicanos. En 1982 se generalizó la importación de posgrados. Además, se realizó una reunión en la que se unificaron la enseñanza homeopática hahnemanniana, en la que participaron los países más importantes en el mundo de la homeopatía.

### Actualidad
Hoy ejercen aproximadamente 5000 médicos homeópatas en el país. Para ser médico homeópata se debe estudiar una carrera de 7 años en alguna de las dos instituciones que ofrecen la licenciatura: la Escuela Libre de Homeopatía de México, I. A. P. (ELHM), cuyos egresados reciben la denominación de Médico Homeópata Cirujano y Partero, o la Escuela Nacional de Medicina y Homeopatía (ENMH) del Instituto Politécnico Nacional, que da el título de Médico Cirujano y Homeópata.
Existe otra posibilidad: una vez que se cuenta con un título médico, se pueden hacer estudios de posgrado. La especialidad puede cursarse en la ENMH, en Homeopatía de México A. C. (en la Ciudad de México) u otras escuelas del interior de la República Mexicana, como las de Culiacán, Puebla, Monterrey, Nayarit, Oaxaca o Chiapas.